# Dactylorhiza juennensis
Dactylorhiza juennensis är en orkidéart som beskrevs av Perko. Dactylorhiza juennensis ingår i Handnyckelsläktet som ingår i familjen orkidéer. Inga underarter finns listade i Catalogue of Life.